# Achém do Sudeste
Achém do Sudeste (indonésio: Aceh Tenggara) é uma kabupaten (regência) da província de Achém, na Indonésia. A capital é a cidade de Kutacane.